# Emma Lake
Emma Lake är en sjö i Kanada.   Den ligger i provinsen Saskatchewan, i den centrala delen av landet, 2 300 km väster om huvudstaden Ottawa. Emma Lake ligger 516 meter över havet. Arean är 1,4 kvadratkilometer. Den sträcker sig 2,6 kilometer i nord-sydlig riktning, och 1,6 kilometer i öst-västlig riktning.
I omgivningarna runt Emma Lake växer i huvudsak blandskog. Trakten runt Emma Lake är nära nog obefolkad, med mindre än två invånare per kvadratkilometer.